# Til Mavretič
Til Mavretič (* 19. November 1997) ist ein slowenischer Fußballspieler

## Karriere
Von NK Interblock Ljubljana kommend wechselte Mavretič in der Saison 2016/17 nach Italien in die Lega Pro zur SS Monopoli 1966. Im Januar 2019 wurde er vereinslos, ehe er sich im April 2019 in der Slowakei Zemplin Michalovce anschloss, mit denen er in der Meisterrunde spielte. Im Februar 2020 wechselte er zurück in sein Heimatland zu NK Domžale. Ab Februar 2021 wurde er für den Rest der laufenden Spielzeit an ND Gorica verliehen. Nach der Spielzeit schloss er sich Tabor Sezana an. Seit der Saison 2022/23 steht er beim FC Levadia Tallinn unter Vertrag.